# العلاقات السورية الفرنسية
العلاقات الفرنسية السورية هي العلاقات الثنائية بين فرنسا وسوريا. لفرنسا سفارة في دمشق، وقنصلية عامة في حلب واللاذقية. ولسوريا سفارة في باريس. وكلا البلدين عضو في الاتحاد من أجل المتوسط.

## خلفية
الانتداب الفرنسي على سوريا هو انتداب عصبة الأمم المتحدة عام 1922 لفرنسا للوصاية على جزء من سوريا الطبيعية والمساعدة في إنشاء مؤسسات للدولة هناك بعد سقوط الامبراطورية العثمانية. بعد انتهاء فترة الانتداب في أواخر أربعينيات القرن العشرين نشأ كيانان مستقلان هما الجمهورية السورية والجمهورية اللبنانية.
كان الانتداب الفرنسي على منطقه سوريا ولبنان ومنطقة الموصل في العراق قد جاء من خلال اتفاقية سايكس بيكو واتفاقية سان ريمو. استمر هذا الانتداب حتى بداية الحرب العالمية الثانية بعد سقوط فرنسا تحت الاحتلال الألماني وظهور حكومة فيشي. خلال فترة هذا الانتداب، تم تأسيس الجمهورية السوريّة ودولة لبنان الكبير من ضمن العديد من الكيانات الصغيرة ضمن منطقة الانتداب والتي أصبحت لاحقاً الجمهورية السورية والجمهورية اللبنانية، على التوالي.

## وصلات خارجية
- lomatie.gouv.fr/en/country-files_156/syria_295/france-and-syria_6018/political-relations_6414/index.html#so_2 Main founding agreements of bilateral relations between France and Syria